# Škoda 2Tr
Škoda 2Tr је био тролејбус произведен у чехословачкој фабрици Шкода између 1938. и 1939. године. 2Tr долази из концепције свога претходника, 1Tr. Произведено је 5 тролејбуса.

## Конструкција
Škoda 2Tr је троосовински високоподни тролејбус. На левој страни каросерије налазе се два преклопна врата. У поређењу са прототипом 1Tr, повећала се дужина тела, спустио се под а повећао се број мотора. Тело је произведено у фабрици Шкода у Младом Болеславу, а електричну опрему производила филијала компаније у Пилзну.

## Набавке тролејбуса
Од 1938. до 1939. године је произведено 5 тролејбуса.
| Држава | Град | Тип | Година продаје | Тролејбуси | Гаражни бројеви | Извори |
| ------ | ---- | --- | -------------- | ---------- | --------------- | ------ |
| Чешка  | Праг | 2Tr | 1938.-1939.    | 5          | 315–319         |        |